# La frontera olvidada
La frontera olvidada es una película de argentina dirigida por Juan Carlos Neyra sobre su propio guion que se produjo en 1969 y se exhibió en Bahía Blanca en 1970 y estrenada comercialmente el 5 de agosto de 1996. Tuvo como protagonistas a Lautaro Murúa, Ricardo Passano, Ubaldo Martínez, Lito Cruz y Arturo Puig.

## Sinopsis
Película ambientada en las fronteras de la conquista del desierto argentino en la pampa en 1875. La llegada de un joven oficial que viene con nuevas ideas y la repercusión en los soldados y demás habitantes del lugar.

## Reparto
- Lautaro Murúa
- Ricardo Passano
- Ubaldo Martínez
- Lito Cruz
- Arturo Puig

## Comentarios
La película fue filmada en 1969 en Bahía Blanca. Juan Carlos Neyra, que la guionó, dirigió y produjo, era un productor rural cuya única actividad vinculada con el cine había sido la de asesor costumbrista de Leopoldo Torre Nilsson en el filme Martín Fierro. Luego de esa experiencia se propuso hacer su propia película, dedicada a los "pioneros del desierto" en la que se propuso recrear "la lucha del soldado fortinero en el medio inhóspito de la pampa".Para esta tarea, 
Neyra contrató parte del equipo técnico de Torre Nilsson y a actores de primera línea, a los que se sumaron algunos extras locales. La filmación comenzó en febrero de 1970 y se estrenó en el Gran Cine Ocean de esa ciudad. Fue la única película de Neyra.